# Gilchrist Cars
Die Gilchrist Cars Ltd. war ein britischer Automobilhersteller in Govan (Glasgow). 1920–1923 entstand ein Mittelklassemodell.
Es scheint, dass der Ingenieur Sam Gilchrist beim Bau des Fahrzeugs mit seinem früheren Arbeitgeber, dem Nutzfahrzeughersteller Caledon Industrial Motor Vehicles zusammenarbeitete.
1920 erschien mit dem Gilchrist 12 hp ein konventioneller Tourenwagen, der mit einem obengesteuerten Vierzylinder-Reihenmotor von Hotchkiss aus Frankreich ausgestattet war. Der Motor besaß einen Hubraum von 1,6 l und der Wagen einen Radstand von 2.845 mm.
1923 verschwand die Marke wieder vom Markt.

## Modelle
| Modell | Bauzeitraum | Zylinder | Hubraum  | Radstand |
| ------ | ----------- | -------- | -------- | -------- |
| 12 hp  | 1920–1923   | 4 Reihe  | 1601 cm³ | 2845 mm  |